# Ungdomsoas
Ungdomsoas är Oasrörelsens ungdomssektion och leds av ett ledarskap bestående av unga vuxna. Arbetet man bedriver är mest känt för de sommarläger som anordnas i samband med de stora Oasmötena i syd och norr. Fram till 2012 skedde detta i samband med Credo och man ordnade även nyårsläger tillsammans. Organisatoriskt valde man sedan att låta Ungdomsoas ordna sommarläger och Credo nyårsläger. 
Under några år ordnade man också en ungdomsledarkonferens, Mission Possible.
Tillsammans med King Tours ordnar man ungdoms- och unga-vuxnaresor till Israel. Allt arbete sker på ideell basis och hela ekonomin bygger på frivilliga gåvor. Tidigare har man också drivit en bibelskola, Bibelskola XP, tillsammans med Helsjöns folkhögskola. Utöver detta reser ledarskapet runt och undervisar, med visionen att inspirera ungdomar att älska Jesus och sina medmänniskor.
Teologiskt befinner sig Ungdomsoas i en Svenska kyrkans tradition och ser sig som en karismatisk förnyelserörelse bland ungdomar inom Svenska kyrkan, men har samtidigt en stor öppenhet för andra samfund. Ungdomsoas betonar en trohet till Bibeln och varje människas behov av Den Helige Ande.